# Daimari
Het Daimari is een strand en baai in de noordkust van Aruba, boven de plaats Angochi. Op het strand staat ook het Rancho Daimari Eco Resort, bekend om zijn paardenmanege.
Daimari ligt aan de noordkust en heeft daarom grote golven en een sterke stroming. Het is populair bij surfers, maar zwemmen en snorkelen is gevaarlijk. Het is ongeveer 100 meter breed en 175 meter diep.

## Galerij

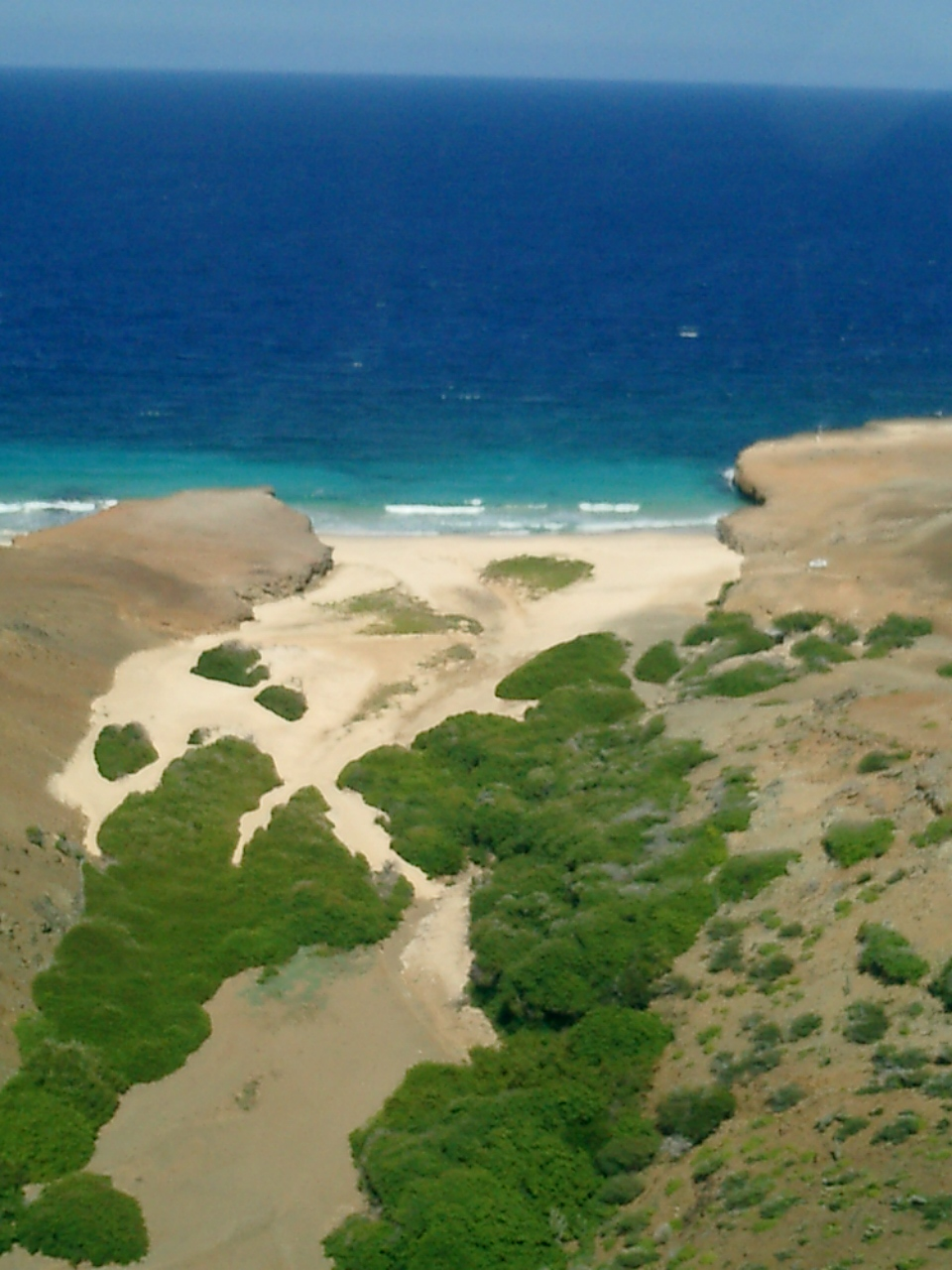
Daimari Beach
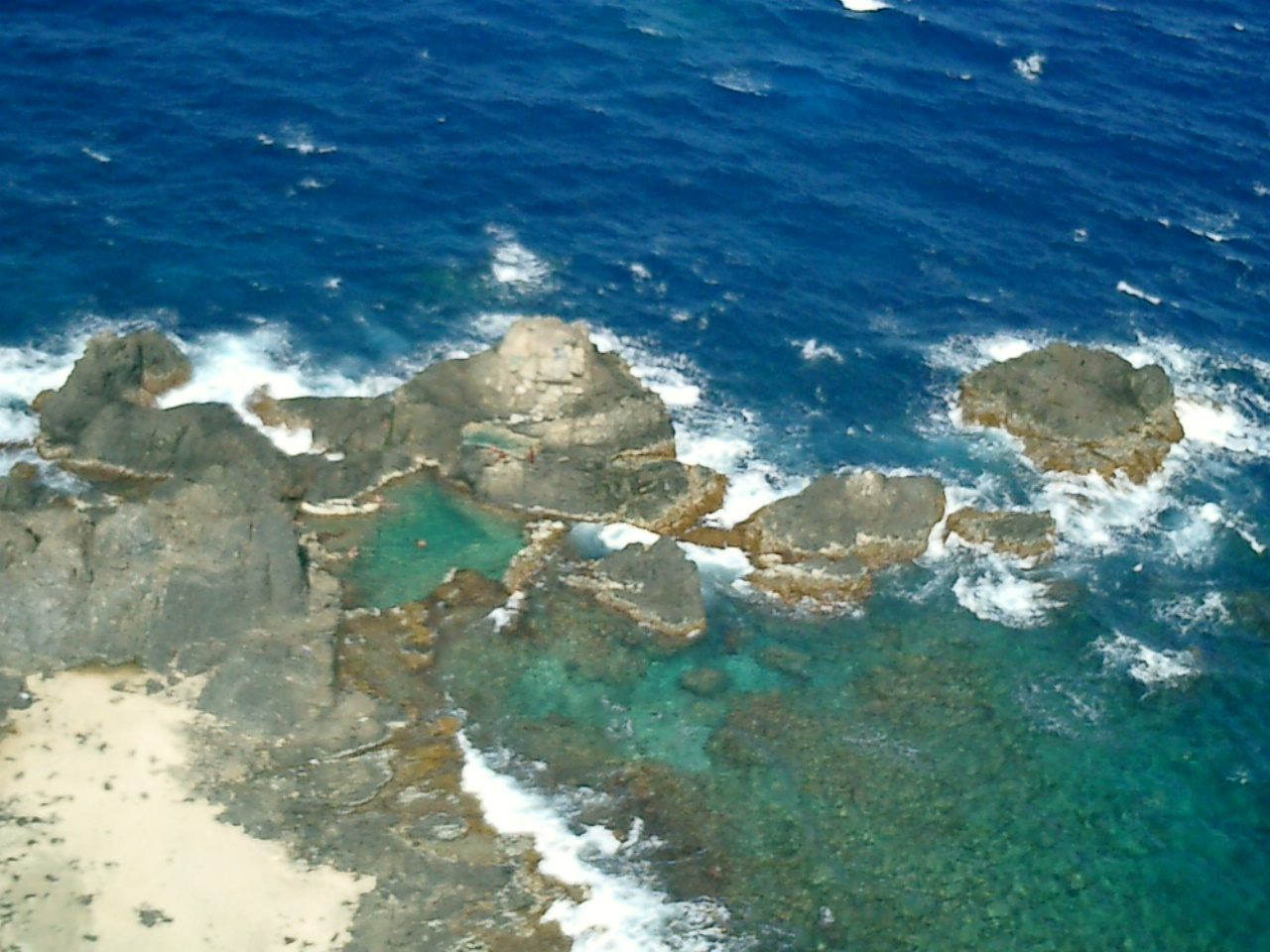
Klippen bij Daimari

Arashi Beach · Baby Beach · Daimari Beach · Eagle Beach · Flamingo Beach* · Iguana Beach* · Mangel Halto · Palm Beach · Palmeiland* · Rodgers Beach

* privéstranden